# Hřebeník velký
Hřebeník velký (Ophiodon elongatus) je dravá mořská ryba z řádu ropušnicotvární. Vyskytuje se podél pacifického pobřeží Severní Ameriky od Aljašky po Kalifornský poloostrov. Obývá skalnaté dno v hloubkách 10–100 m, byl ale zastižen i v hloubce přes 400 m.
Hřebeník má maskovací zbarvení v různých odstínech šedozelené s velkými hnědými a černými skvrnami. Má ktenoidní šupiny, velká hlava je bez šupin. Největší známý jedinec měřil 152 cm a vážil 59 kg. Běžně se loví kusy o váze 10–25 kg.
Období tření trvá od prosince do března. Samice klade 150 000 až 500 000 jiker, samec pak snůšku chrání před dravci. Potěr žije skrytě v porostech vochy. Hřebeníci dosahují pohlavní dospělosti ve čtyřech letech a dožívají se až pětadvaceti let.
Živí se chobotnicemi, korýši a menšími rybami jako je sleď tichomořský nebo štikozubec tichooceánský. Hlavními predátory jsou lachtan medvědí a tuleň obecný. Je oblíbenou sportovní i konzumní rybou, jeho maso má jemnou chuť a játra jsou obsahem vitamínů srovnatelná s tresčími játry. Maso může někdy mít modrozelené zbarvení, které se však při vaření ztratí.
Hřebeník velký je jediným žijícím druhem rodu Ophiodon, což v řečtině znamená „hadí zub“. Z miocénu je doložen další druh Ophiodon ozymandias, který dosahoval délky okolo 180 cm.